# Gudmund Ernulf
Torsten Gudmund Ernulf (i riksdagen kallad Ernulf i Borås), född 22 november 1914 i Göteborg, död 20 februari 2010 i Borås, var en svensk borgmästare och politiker (folkpartist). Far till forskaren i psykologi Kurt Ernulf.
Gudmund Ernulf, som var son till en civilingenjör, blev juris kandidat vid Lunds universitet 1938 och gjorde därefter domstolskarriär. Han blev assessor i Hovrätten för Västra Sverige 1950 och var hovrättsråd där 1957-1963, varefter han var borgmästare i Borås stad till 1971 följt av lagman i Borås tingsrätt 1971-1981. 
Ernulf var riksdagsledamot 1965–1973, åren 1965–1970 i första kammaren för Göteborgs stads valkrets och 1971–1973 i enkammarriksdagen för Älvsborgs läns södra valkrets. 
I riksdagen var Ernulf bland annat ledamot i första lagutskottet 1965-1968, tredje lagutskottet 1969–1970 och justitieutskottet 1971–1973. Han var främst engagerad i rätts- och kriminalpolitik. Ernulf avled i mars 2010. En runa över honom författad av vännen och kollegan Lars Sundin publicerades i Svenska Dagbladet den 13 mars 2010.